# St Catherine's College
Le St Catherine's College (familièrement appelé St Catz ou Catz) est l'un des collèges de l'université d'Oxford et est le plus récent collège accueillant à la fois des étudiants de premier cycle et des cycles supérieurs . Remontant ses racines à 1868 (bien que le collège lui-même ait été ouvert en 1962), il compte 528 étudiants de premier cycle, 385 étudiants diplômés et 37 étudiants visiteurs en décembre 2020  ce qui en fait le plus grand collège par adhésion de premier cycle à l'Université d'Oxford. En 1974, c'est aussi l'un des premiers collèges pour hommes à admettre des femmes .
Le collège se développe à partir de la délégation de l'université pour les étudiants indépendants et est fondé en 1962 par l'historien Alan Bullock, qui devient le premier maître du collège, puis vice-chancelier de l'université. Le maître actuel est Kersti Börjars, depuis 2020 et est la première femme maître du collège.

## Histoire
Le collège trouve son origine dans les Scholares Non Ascripti, ou Délégation pour les étudiants indépendants, fondée par statut le 11 juin 1868. Créé en réponse à la recommandation d'une commission royale en 1852, il est établi dans le cadre d'une expansion de l'université afin que les étudiants masculins puissent acquérir une éducation à Oxford sans les frais d'adhésion à l'université . Le collège célèbre donc son 150e anniversaire au cours de l'année universitaire 2018-2019, coïncidant avec le bal 2018 «Continuum». Le Collège lui-même célèbre son 50e anniversaire en 2012 ,.
La délégation est à l'origine dirigée par deux censeurs, George Kitchin et George S. Ward, qui supervisent l'administration et le bien-être des étudiants . Dix-neuf étudiants s'inscrivent en octobre 1868 en tant que Scholares Non Ascripti et sont rejoints tout au long de l'année par 40 autres, portant le nombre total de la première année à 59 . En 1914, plus de 4 000 hommes se sont inscrits en tant qu'étudiants non universitaires . En 1884, la délégation est rebaptisée "Délégation pour les étudiants non collégiaux" . En raison de l'absence de nom d'identification à des fins sociales et sportives, les groupes identifiés à la délégation commencent à utiliser le nom «St. Catharine's», tiré d'une salle utilisée pour les réunions du club nautique sur la rue Catte . En 1931, la délégation est officiellement rebaptisée "Société Sainte-Catherine", avec l'orthographe modifiée. Ce nom est aussi une référence à Catherine d'Alexandrie ; cela se voit également dans le blason du collège, qui représente quatre roues Catherine, l'un des attributs de Sainte Catherine. La société développe ainsi les caractéristiques d'un collège et, en 1956, les délégués décident d'officialiser ce changement de statut en obtenant l'autorisation de se transformer en collège entièrement résidentiel .
Après avoir acquis 8 acres (3,237485136 ha) du Merton College, Oxford sur une partie de Holywell Great Meadow pour 57 690 £, des fonds sont demandés au Comité des subventions universitaires qui accepte également de fournir 250 000 £ pour le bâtiment, et des fonds supplémentaires jusqu'à 400 000 £ pour toutes les installations. En 1960, Alan Bullock lève 1 000 000 £ supplémentaires avec l'aide de deux industriels, Alan Wilson (qu'il a rencontré par hasard sur le RMS Queen Mary) et Sir Hugh Beaver. Après une dépense totale de 2,5 £ millions, le collège ouvre ses portes en 1962. En 1974, St Catherine's est l'un des premiers collèges pour hommes à admettre des femmes comme membres à part entière, les autres étant Brasenose, Jesus College, Hertford et Wadham .

## Bâtiments

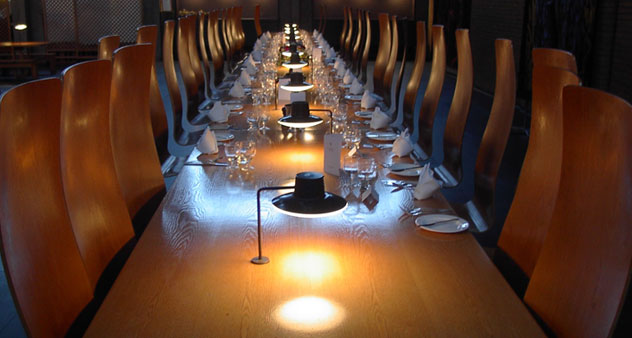
Mobilier et éclairage sur mesure de Jacobsen dans le Hall.

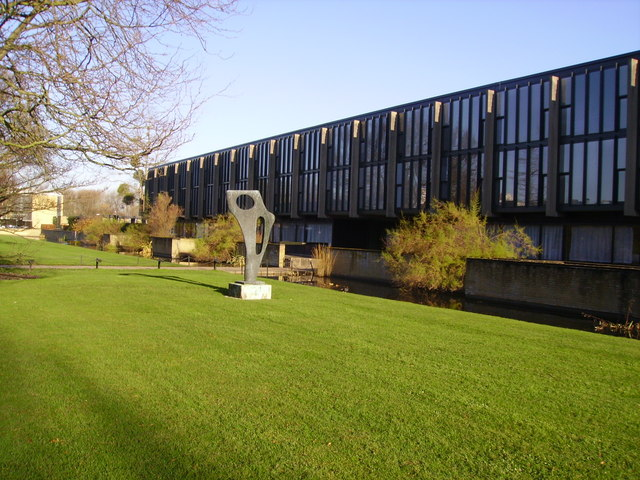
Logement.

Le collège est situé à l'est du centre d'Oxford, sur les rives du Cherwell. Ses bâtiments en verre, en brique et en béton, de l'architecte danois Arne Jacobsen, marient des matériaux modernes avec un aménagement traditionnel d'un collège d'Oxford centré sur un quadrilatère. Jacobsen conçoit tout, y compris les meubles, les couverts, les abat-jour et les jardins du collège, jusqu'au choix des espèces de poissons pour l'étang.
Les bâtiments originaux de Sainte-Catherine sont reconnus comme l'un des exemples de design moderniste, décrit par l'historien de l'architecture Nikolaus Pevsner comme "une pièce d'architecture parfaite"  et aurait été le favori personnel de l'architecte parmi ses propres œuvres. Les créations de Jacobsen pour le collège font l'objet de diverses expositions d'art et de design . Les bâtiments du collège d'origine reçoivent un classement de catégorie I en 1993 . En 2020, les jardins du collège, également conçus par Jacobsen, sont mis à niveau au plus haut niveau de protection par Historic England pour un intérêt historique et de conception .
Les plans de Jacobsen pour le collège n'incluaient pas de chapelle, ce qui est inhabituel parmi les collèges d'Oxford: l'église St Cross au coin de Manor Road et de Longwall Street sert à cet effet avant sa désaffectation en 2008. Le concert de chants de Noël de la Sainte Catherine a maintenant lieu dans la chapelle du Harris Manchester College. Le collège possède un clocher, d'autant plus visible qu'aucun bâtiment du collège ne dépasse trois étages. Un étage supplémentaire était prévu pour la plupart des blocs d'hébergement, mais en raison des réglementations concernant la construction sûre sur les marais, ils sont supprimés de la conception finale. L'entrée du collège par le jardin d'eau est remodelée par Sir Philip Howell en 1968 .

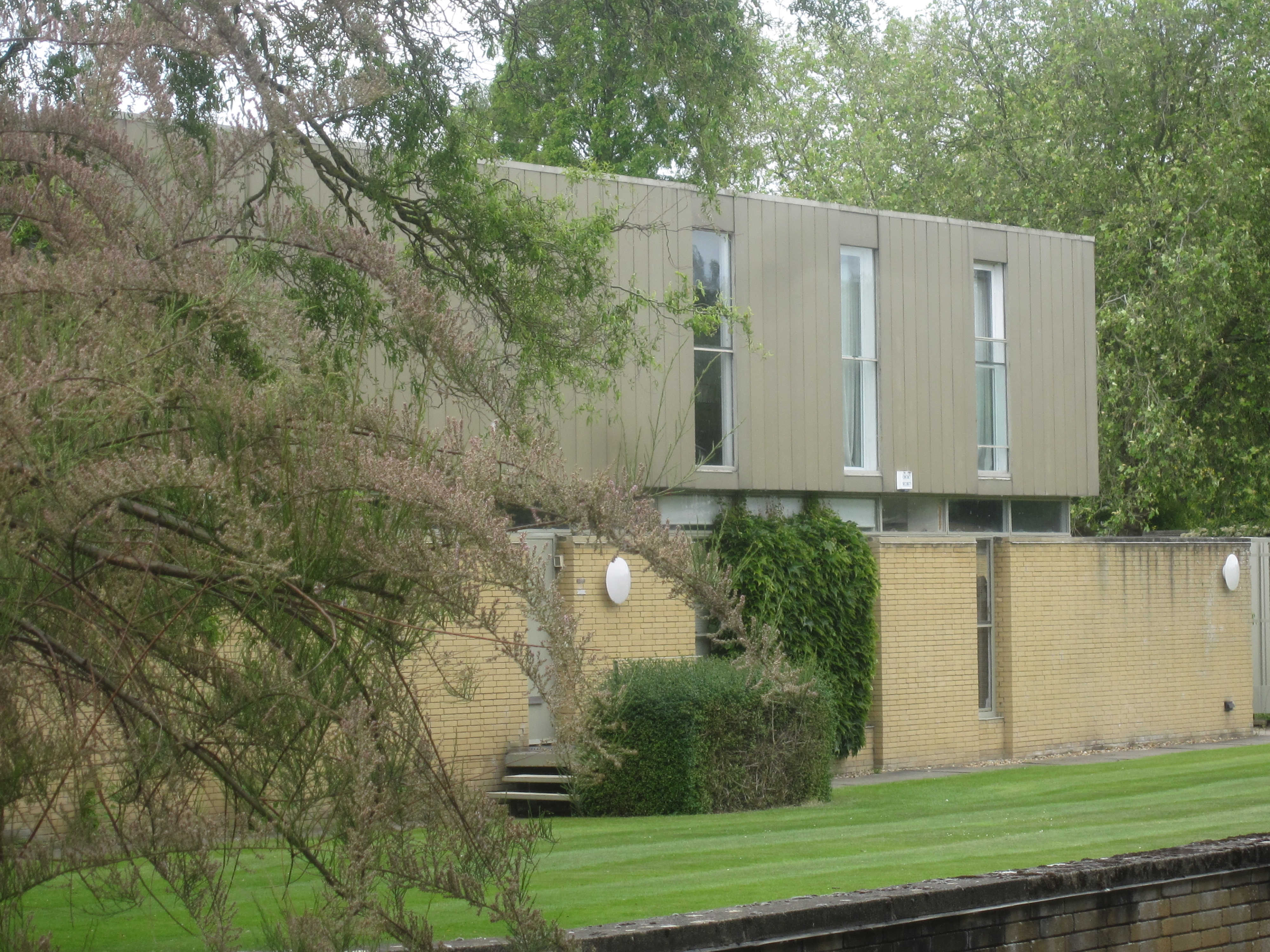
Maison du Maître du Collège.

La majorité des bâtiments de Sainte-Catherine se présentent sous la forme d'escaliers qui s'ouvrent directement sur le(s) quad(s) extérieur(s) ; ceux-ci sont remplis de chambres d'étudiants et de bureaux. Il y a peu d'espace intérieur dans le collège et Sainte-Catherine privilégie un environnement minimaliste, plutôt austère. Les chambres d'étudiants sont lumineuses et remarquables pour leur vitrage de mur-rideau . Le Built Environment Trust, et son visage public The Building Center, désignent en 2021 les bâtiments du collège parmi les 90 bâtiments ou espaces publics britanniques les plus influents des 90 dernières années .
En 1994 et 2004, le collège achève la construction de trois et sept nouveaux escaliers d'hébergement conçus par Hodder and Partners avec des chambres en suite, ce qui signifie que la plupart des étudiants de premier cycle peuvent vivre sur le site principal du collège pendant la durée de leur cours. Avant cela, tous les étudiants de premier cycle avaient l'expérience de vivre hors campus pendant leur deuxième année. Ces nouveaux escaliers forment en fait un deuxième quad appelé «New Quad» (par rapport au «Old Quad» conçu par Jacobsen), qui est largement utilisé pour accueillir des conférences pendant les pauses entre les trimestres universitaires.

### Directeurs
- 1962-1981 : Alan Bullock ; premier maître
- 1981-1988 : Patrick Nairne
- 1988–1994 : Brian Smith
- 1994–2000: Raymond Plant
- 2000–2002 : Sir Peter Williams
- 2002-2019 : Roger Ainsworth
- 2019-2020 : Peter Battle (maître professionnel) [18]
- 2020-présent : Kersti Börjars [19]

## Galerie

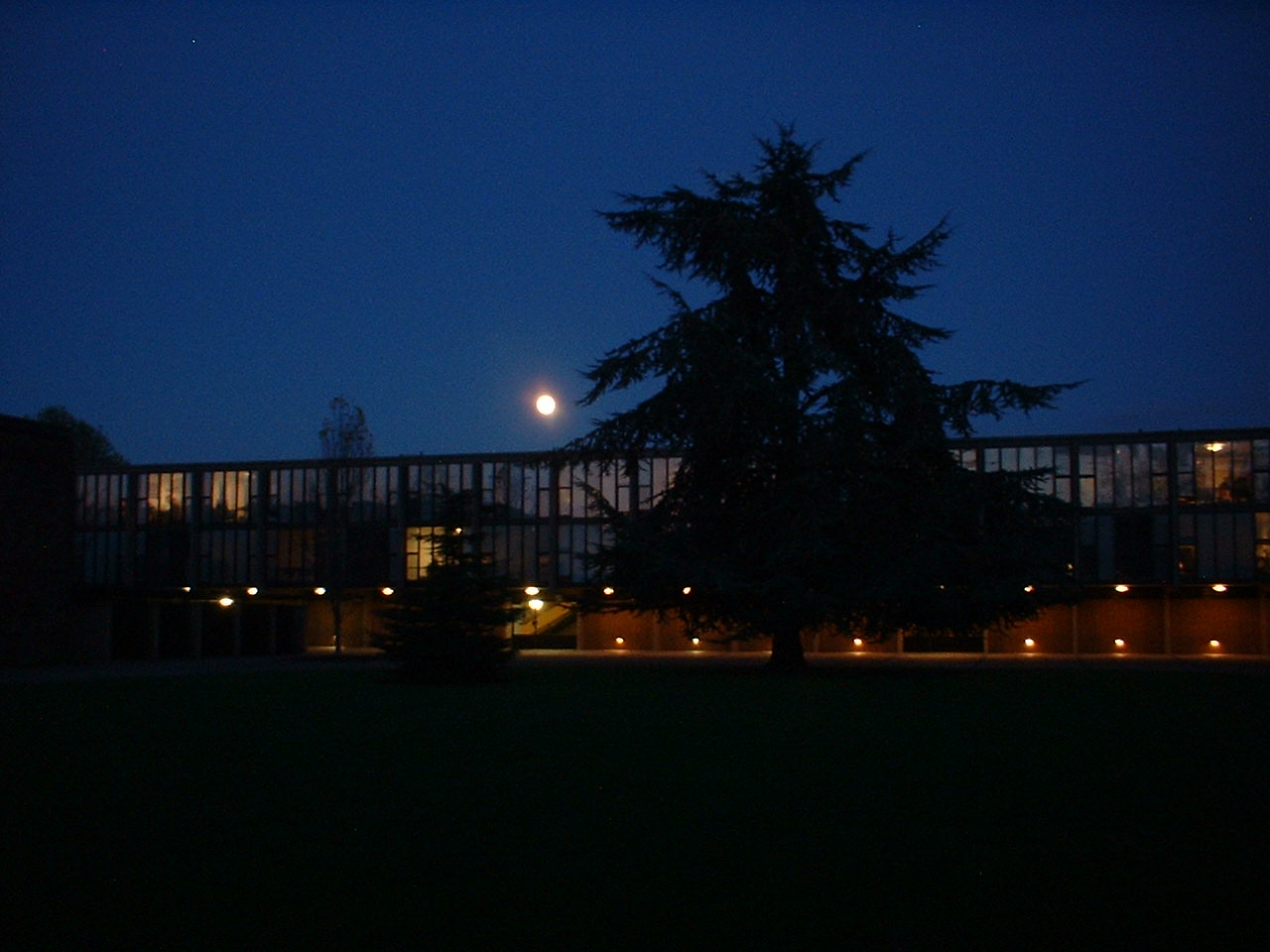
Une vue du quad la nuit.
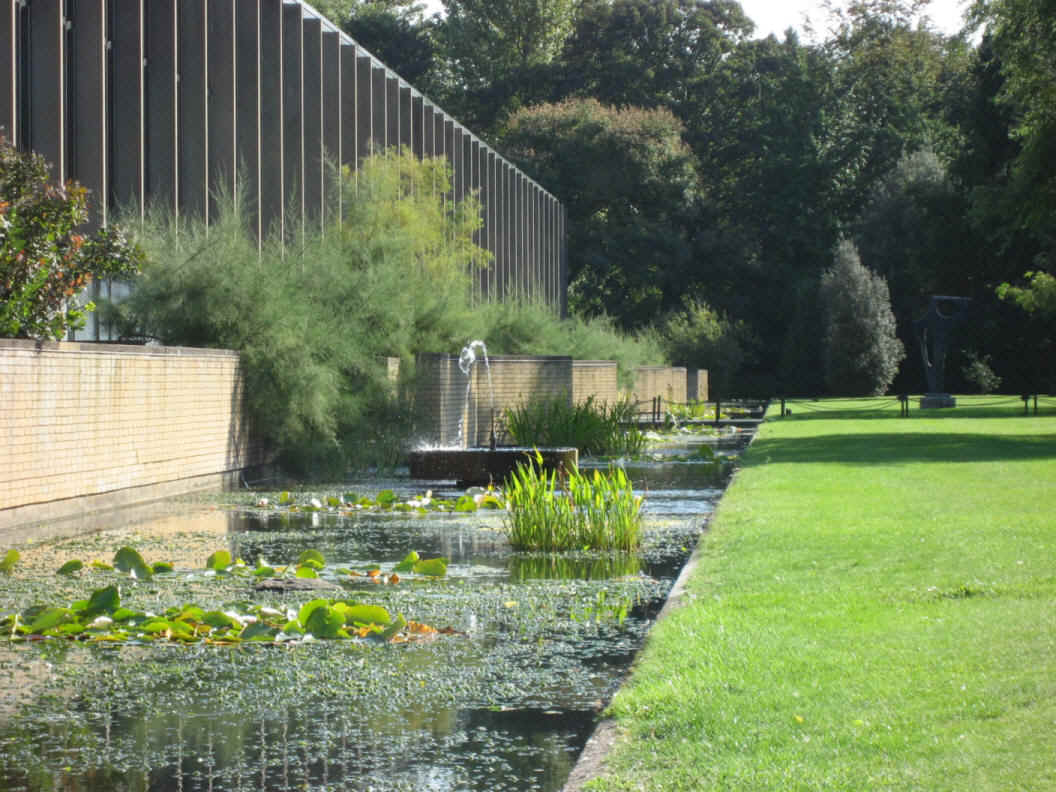
Une vue du jardin d'eau le long du côté ouest du site, vers le petit pont qui faisait partie de la séquence d'entrée d'origine.
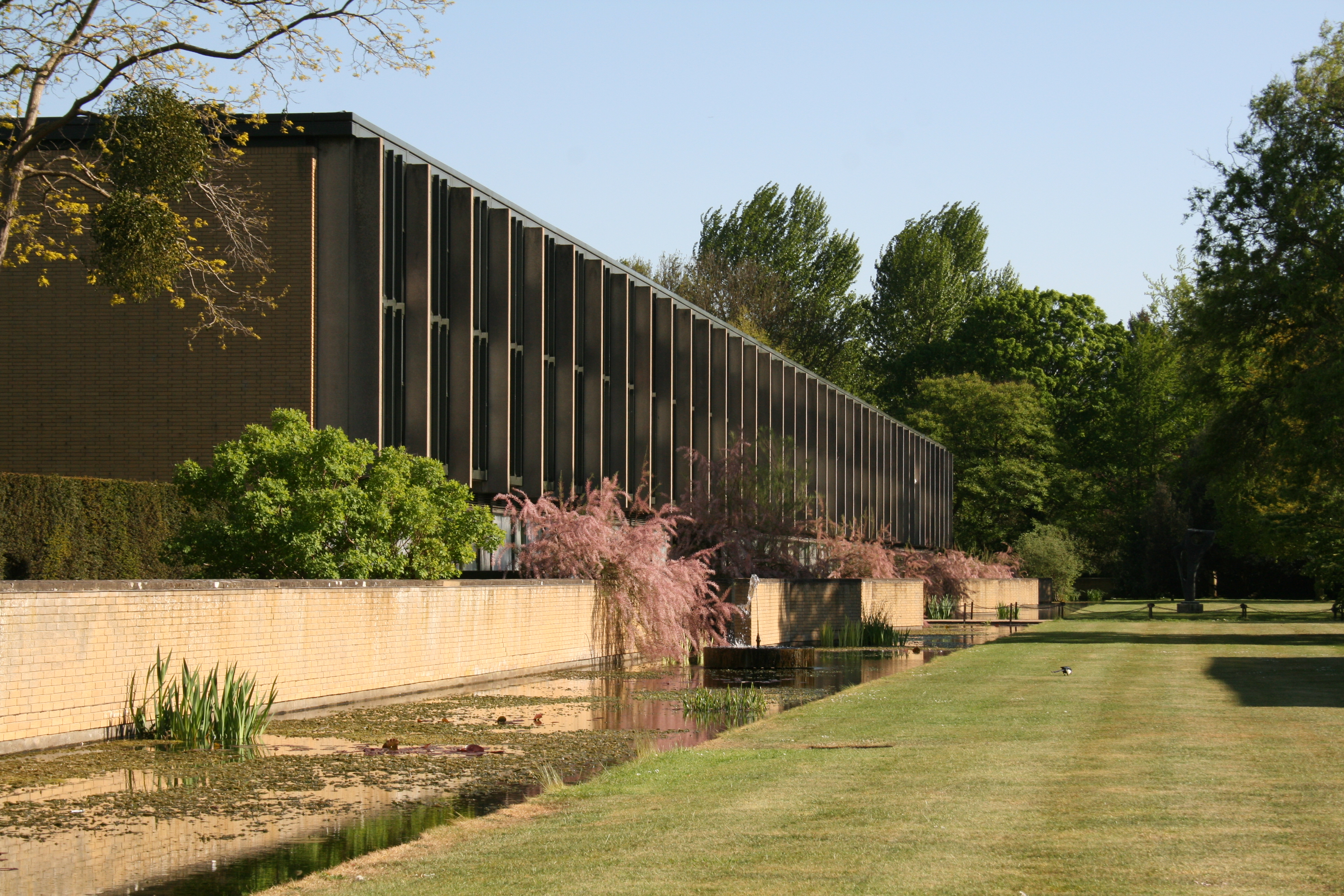
Une vue du logement côté ouest et du jardin d'eau.
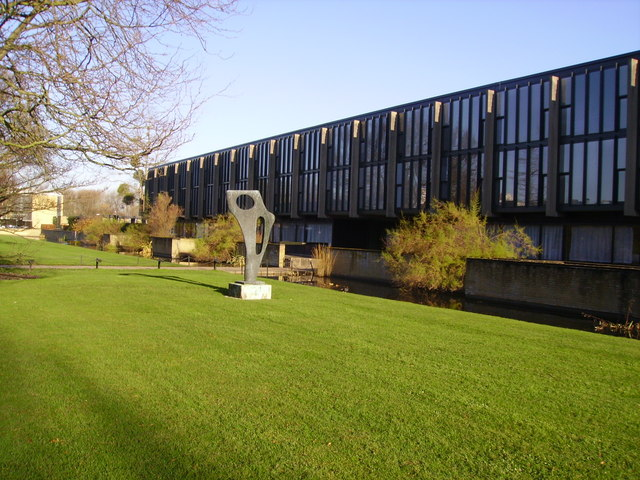
Vue de l'hébergement du côté ouest depuis l'extrémité du collège, face à la loge du portier.
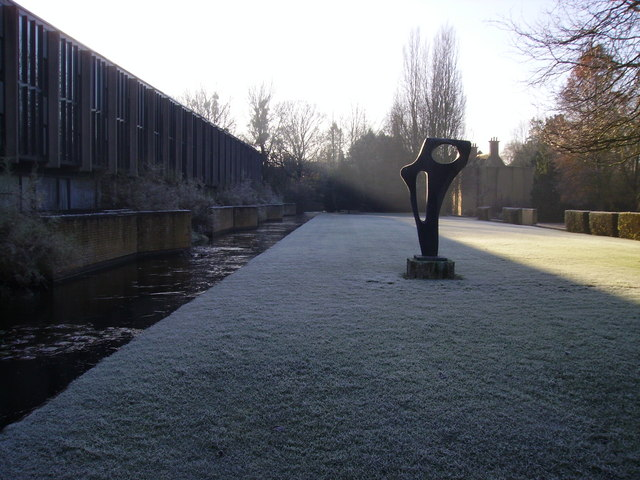
Vue de l'hébergement côté ouest en hiver, face à 'l'Achéen'.
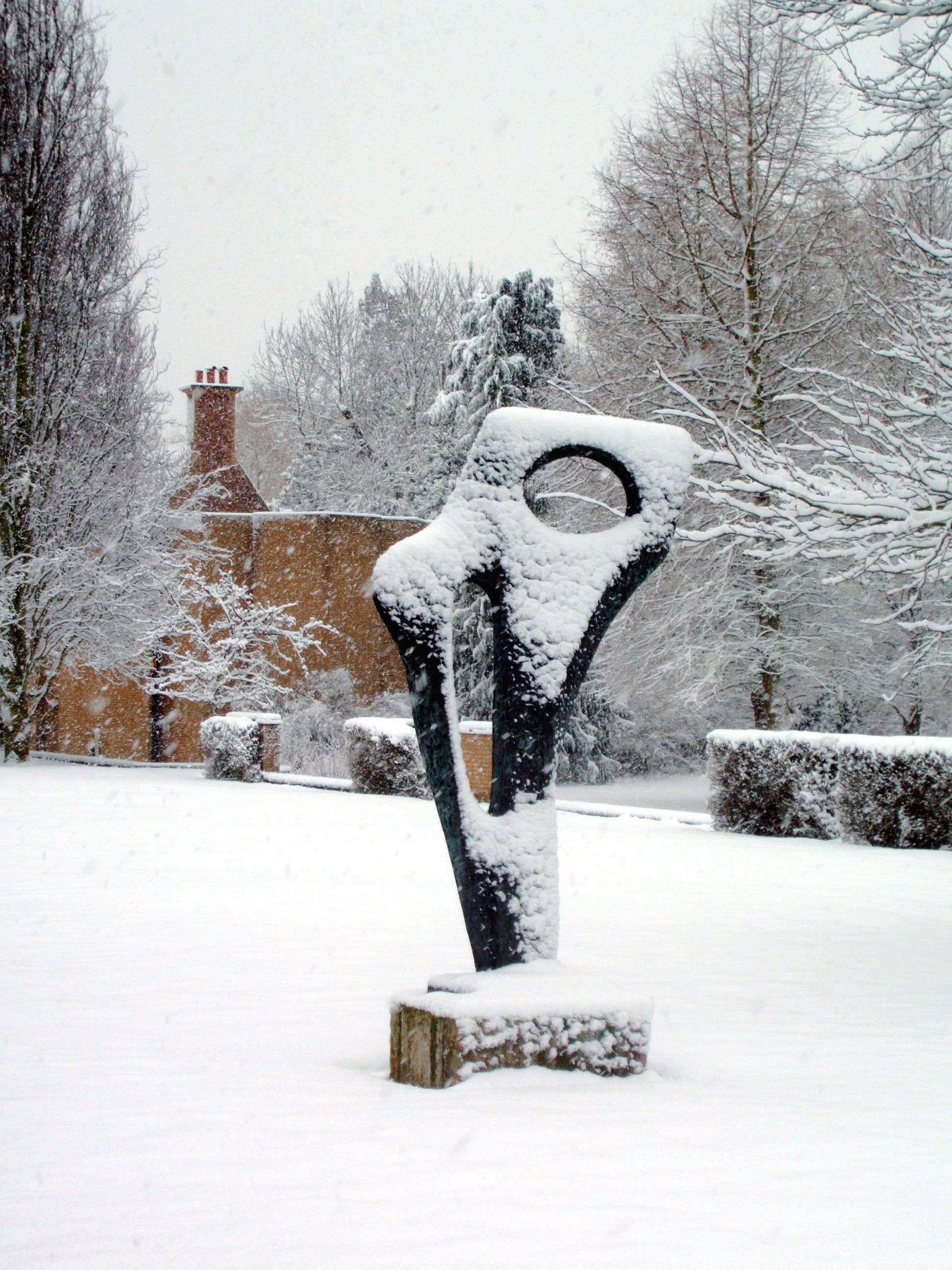
La statue à l'extérieur de l'ancienne loge du portier dans la neige, "Achaean" de Barbara Hepworth.
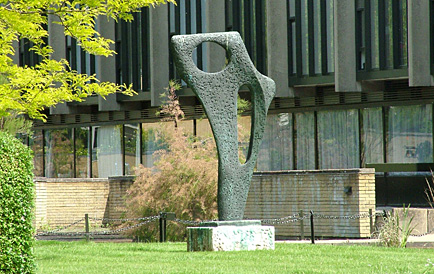
"Achaean" de Barbara Hepworth au St Catherine's College d'Oxford.
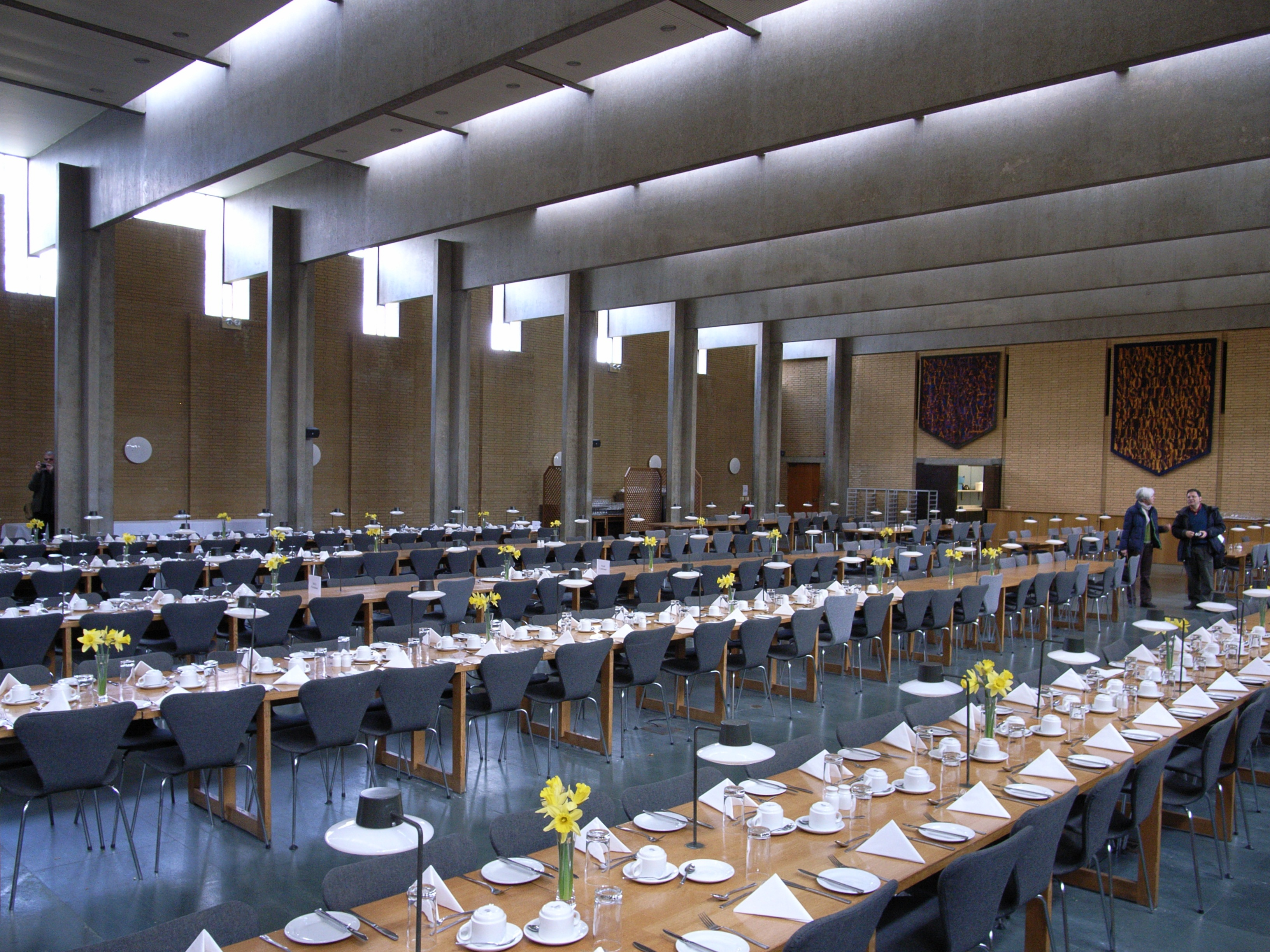
Salle à manger du St Catherine's College, Oxford
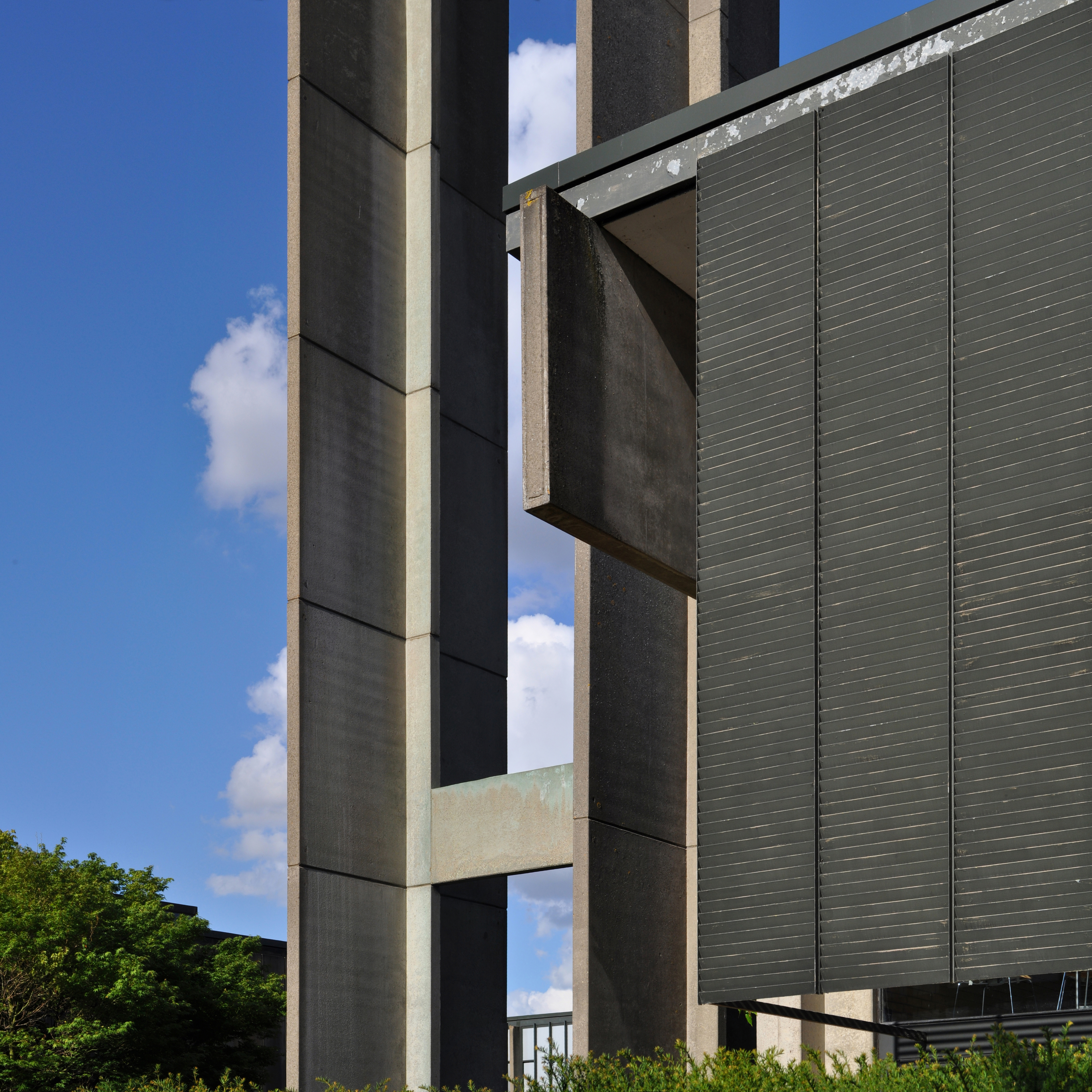
Détails architecturaux montrant une partie du clocher et de l'ancien logement Quad.
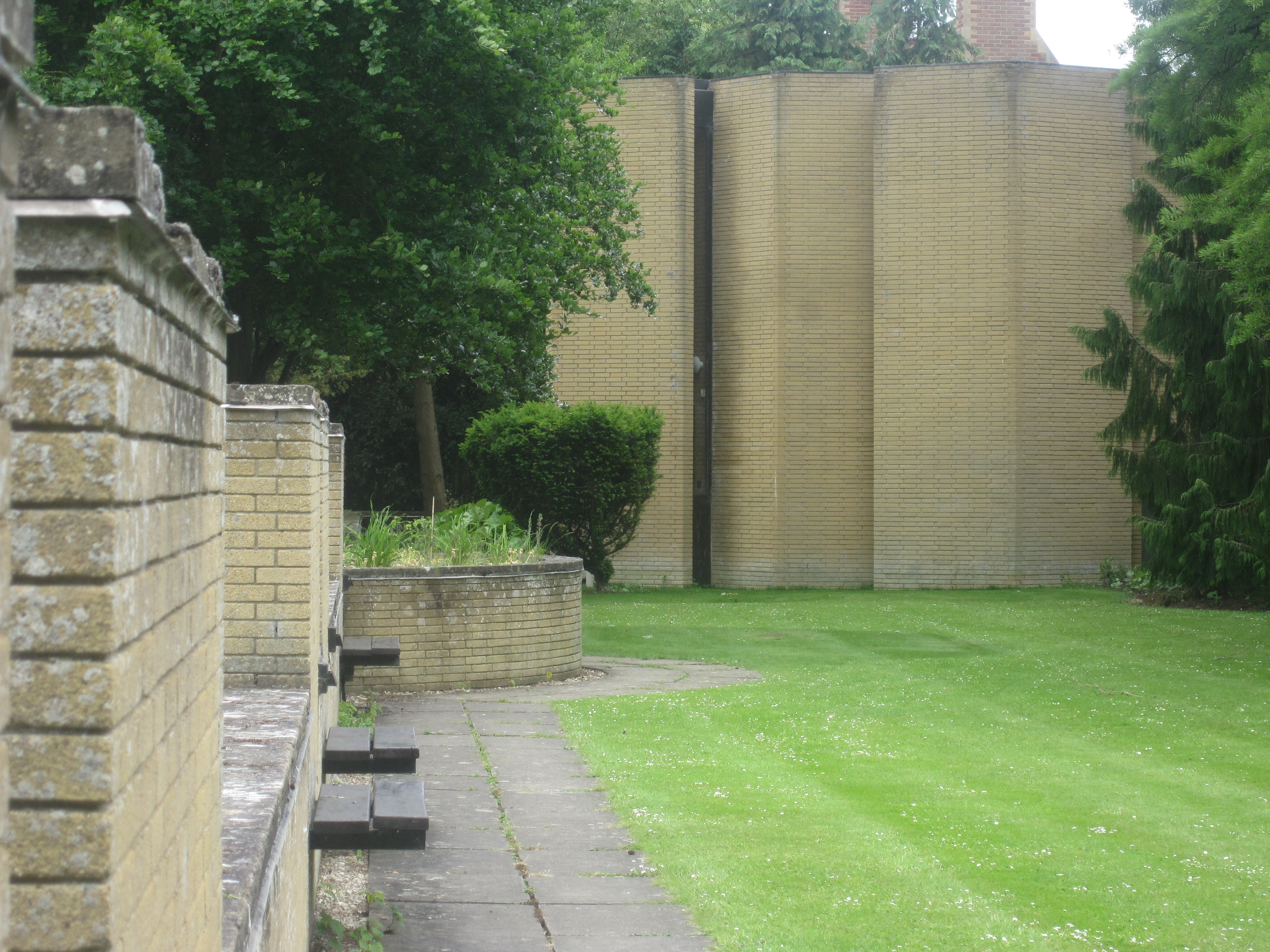
Maison de musique du Collège Sainte-Catherine.
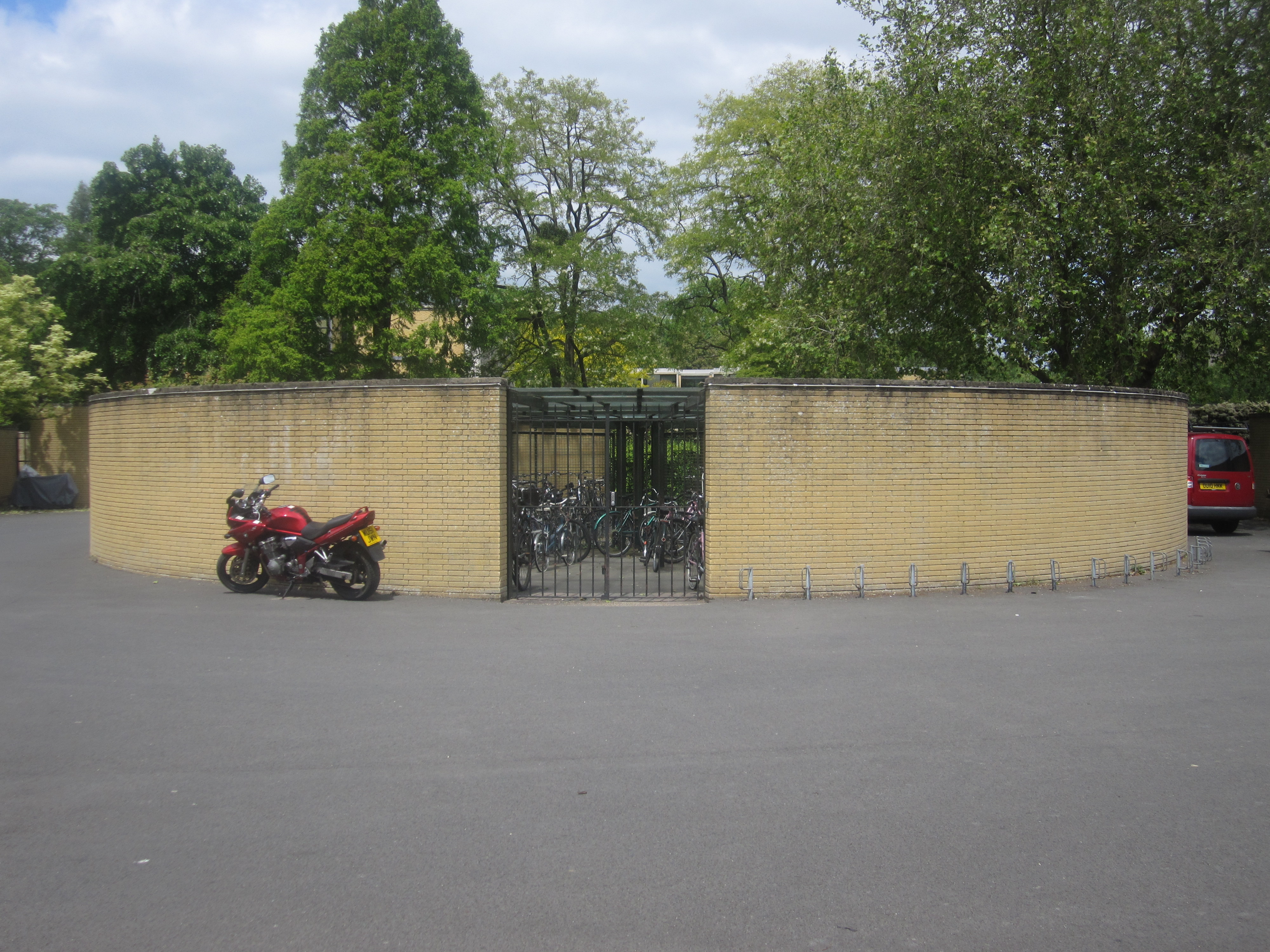
Remise à vélos classée Grade I du St Catherine's College.
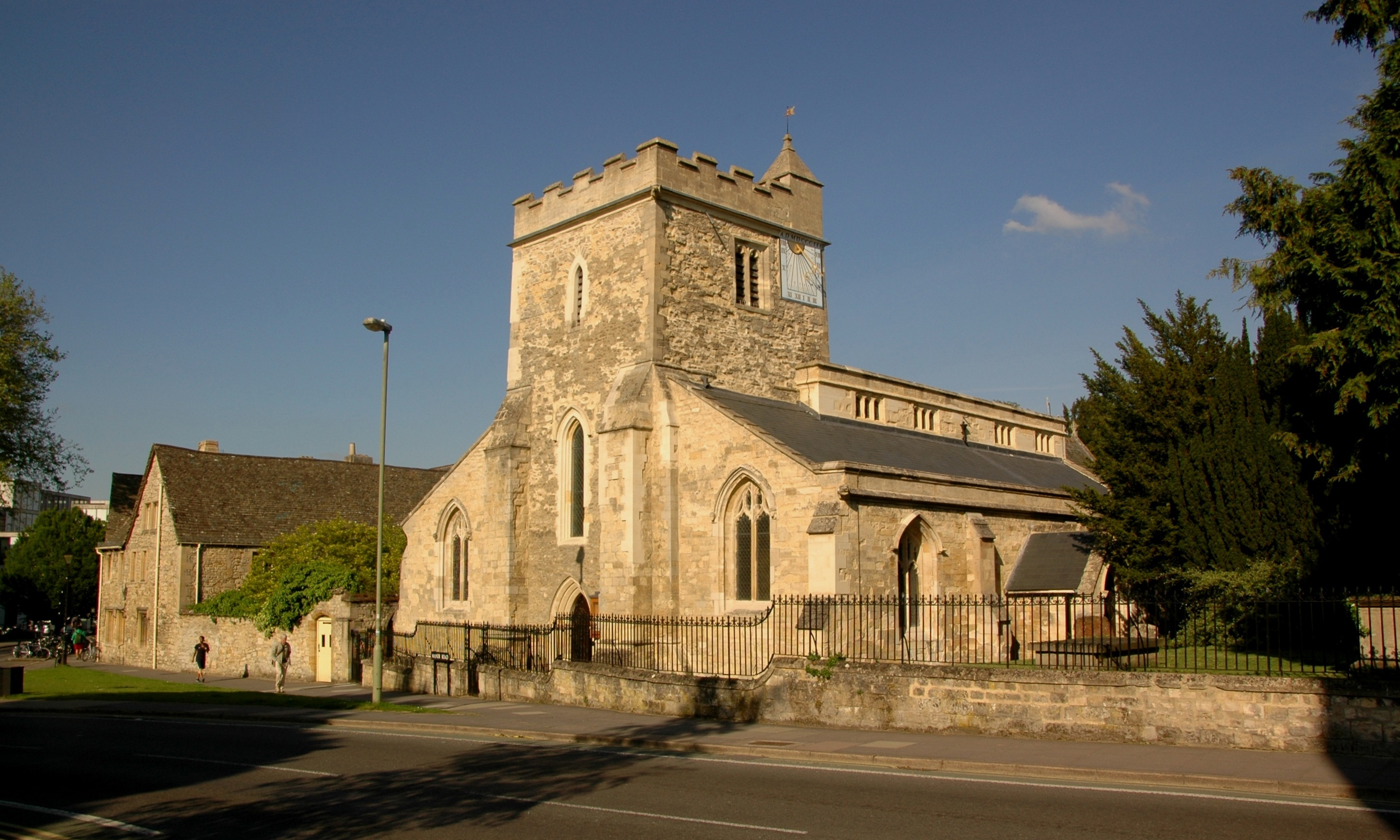
Vue de l'église St Cross à l'entrée du St Catherine's College.